# 細媛命
細媛命（くわしひめのみこと/ほそひめのみこと）は、孝霊天皇の皇后。孝元天皇の生母とされる。

## 概要
出自に関して、『日本書紀』本文では磯城県主の大目の娘とされ、『古事記』では十市県主の祖の大目の娘である細比売としている。
なお、『日本書紀』第1の一書で孝霊天皇の皇后は春日千乳早山香媛であり、第2の一書では十市県主等の祖である真舌媛としている。

## 系譜

天皇略系図（初代 - 第10代）

## 関連史料
- 坂本太郎・平野邦雄『日本古代人名辭典』（吉川弘文館）
- 『天皇家系譜総覧』（新人物往来社）